# تپه غرب تل شهرک
تپه غرب تل شهرک مربوط به سده‌های اولیه دوران‌های تاریخی پس از اسلام است و در شهرستان خرم بید، بخش مشهد مرغاب، ۱/۵ کیلومتری جنوب غرب شهر قادرآباد، ۷۰۰ متری غرب تل شهرک واقع شده و این اثر در تاریخ ۱۸ شهریور ۱۳۸۷ با شمارهٔ ثبت ۲۳۲۰۷ به‌عنوان یکی از آثار ملی ایران به ثبت رسیده است.